# Frank Schmidt
Frank Schmidt (Heidenheim, Alemania Occidental, 3 de enero de 1974) es un exjugador y entrenador de fútbol alemán. Actualmente dirige al 1. FC Heidenheim de la Bundesliga.

## Carrera como jugador
Schmidt nació en Heidenheim. Comenzó su carrera en el 1. F. C. Núremberg, ascendió al primer equipo en 1992 e hizo su debut con el club en la primera ronda de la Copa de Alemania 1992-93, como suplente de Hans Dorfner en una victoria por 7-1 sobre el equipo amateur TSV Osterholz. Sin embargo, esta iba a ser su única aparición en el primer equipo del club, y en enero de 1994 se mudó al TSV Vestenbergsgreuth, de la Bayernliga de tercer nivel. En su primera temporada con el club ayudó a clasificarse para la nueva tercera división del fútbol alemán, la Regionalliga Süd, y al año siguiente formó parte del equipo que sorprendió al Bayern de Múnich, campeón de Alemania, al eliminarlo en la primera ronda de la Copa de Alemania 1994-95 con una victoria por 1-0.
En 1996, TSV Vestenbergsgreuth se fusionó con SpVgg Fürth para formar SpVgg Greuther Fürth, y Schmidt fue retenido por el nuevo club, pero le resultó difícil ingresar al equipo y se fue en 1997, uniéndose a Wiener SC, un equipo de liga inferior en Austria. Tras seis meses en el WSC se unió a sus vecinos del First Vienna, donde estuvo un año jugando en Segunda División, antes de regresar a Alemania para fichar por el Alemannia Aachen.
La primera temporada de Schmidt fue exitosa, con el club ganando la Regionalliga West/Südwest y ascendiendo a la 2. Bundesliga, aunque se vio empañada por la triste muerte del entrenador Werner Fuchs poco antes del final de la temporada. Schmidt fue titular del primer equipo en la primera media temporada del Aachen en la segunda división, antes de que una lesión sufrida en un partido contra el Tennis Borussia Berlín lo dejara fuera del fútbol durante casi todo el año 2000. Regresó a la acción durante la segunda mitad de la 2000-01, y fue un habitual del primer equipo durante 2001-02, ya que el club escapó por poco del descenso, pero fichajes como Alexander Klitzpera y Quido Lanzaat en el verano de 2002 hicieron que perdiera su lugar, y dejó el club de Aquisgrán por el SV Waldhof Mannheim en enero de 2003, habiendo estado restringido a apariciones como suplente durante la primera mitad de la temporada.
Schmidt hizo ocho apariciones con Waldhof, que también estaba en la 2. Bundesliga, pero no pudo evitar que descendieran al último lugar y fue liberado al final de la temporada 2002-03. Luego fichó por el club de su ciudad natal, el Heidenheimer SB, de la Verbandsliga Württemberg de quinta división, y ganó el ascenso a la Oberliga Baden-Wurtemberg en su primera temporada, con un segundo puesto. Jugó a este nivel durante tres temporadas más, logrando resultados entre los cinco primeros cada vez, antes de retirarse al final de la temporada 2006-07.

## Carrera como entrenador
Después de que Dieter Märkle fuera despedido como entrenador del Heidenheimer SB, que desde entonces había pasado a llamarse 1. FC Heidenheim 1846, el 17 de septiembre de 2007, Schmidt inicialmente asumió el cargo de entrenador de forma interina y se le otorgó un contrato hasta las vacaciones de invierno. Sin embargo, el éxito volvió con él, por lo que asumió el cargo por un período de tiempo más largo. Logró un cuarto puesto en su primera temporada como entrenador, suficiente para clasificarse para la Regionalliga Süd, que se convertiría en el cuarto nivel del fútbol alemán, luego de la introducción de una nueva 3. Liga nacional, que Heidenheim logra llegar al año siguiente, ganando el título de la Regionalliga Süd. Schmidt llevaría al club a permanecer cinco años en este nivel, terminando en la mitad superior en cada intento, antes de ganar el campeonato en 2013-14 y obtener el ascenso a la 2. Bundesliga. El 15 de marzo de 2011, el contrato de Schmidt se extendió hasta el verano de 2015. El 19 de abril de 2014 ascendió a la 2. Bundesliga tres partidos antes del final de la temporada. Luego, el club renovó su contrato hasta el 30 de junio de 2020. Este contrato se prorrogó nuevamente en octubre de 2018 por tres años hasta 2023.
Al final de la temporada 2019-20, fracasó con el Heidenheim en el play-off de ascenso a la Bundesliga tras caer ante el Werder Bremen en el global. Tras nueve jornadas de la temporada 2021-22, Schmidt amplió su contrato el 6 de octubre de 2021 hasta junio de 2027. El 28 de mayo de 2023, logró el ascenso a la máxima categoría del fútbol alemán en la última jornada tras vencer al Jahn Regensburg por 3-2.En la temporada 2023-24, llevó al club a terminar en octavo lugar en su temporada de debut en la Bundesliga, asegurando un lugar en la UEFA Europa Conference League, siendo su primera participación en competiciones europeas. No obstante, en la siguiente campaña, el equipo culminó en la posición N°16 y debió vencer al SV Elversberg en un repechaje para mantener la categoría.

## Clubes

### Como jugador
| Club                  | País     | Año       |
| --------------------- | -------- | --------- |
| Núremberg II          | Alemania | 1992-1994 |
| 1. F. C. Núremberg    | Alemania | 1992-1994 |
| TSV Vestenbergsgreuth | Alemania | 1994-1996 |
| Greuther Fürth        | Alemania | 1996-1997 |
| Wiener SC             | Austria  | 1997      |
| First Vienna          | Austria  | 1997-1998 |
| Alemannia Aachen      | Alemania | 1998-2003 |
| Waldhof Mannheim      | Alemania | 2003      |
| Heidenheimer SB       | Alemania | 2003-2007 |

### Como entrenador
| Club             | País     | Año           |
| ---------------- | -------- | ------------- |
| 1. FC Heidenheim | Alemania | 2007-presente |

## Estadísticas como entrenador
| Equipo                | Div.  | Temporada | Liga  | Liga | Liga | Liga | Liga |       | Copa | Copa | Copa | Copa  |   | Internacional | Internacional | Internacional | Internacional | Internacional |   | Otros | Otros | Otros | Otros |     | Totales     | Totales | Totales | Totales | Totales | Totales | Totales | Totales |
| Equipo                | Div.  | Temporada | Part. | G    | E    | P    | Pos. | Part. | G    | E    | P    | Part. | G | E             | P             | Pos.          | Part.         | G             | E | P     | Part. | G     | E     | P   | Rendimiento | GF      | GC      | Dif.    |         |         |         |         |
| --------------------- | ----- | --------- | ----- | ---- | ---- | ---- | ---- | ----- | ---- | ---- | ---- | ----- | - | ------------- | ------------- | ------------- | ------------- | ------------- | - | ----- | ----- | ----- | ----- | --- | ----------- | ------- | ------- | ------- | ------- | ------- | ------- | ------- |
| Heidenheim · Alemania | 5.ª   | 2007-08   | 28    | 17   | 7    | 4    | 4.º  | 3     | 3    | 0    | 0    | -     | - | -             | -             | -             | -             | -             | - | -     | 31    | 20    | 7     | 4   | 72.05%      | 69      | 27      | +42     |         |         |         |         |
| Heidenheim · Alemania | 4.ª   | 2008-09   | 34    | 22   | 6    | 6    | 1.º  | 3     | 1    | 0    | 2    | -     | - | -             | -             | -             | -             | -             | - | -     | 37    | 23    | 6     | 8   | 65.79%      | 63      | 41      | +22     |         |         |         |         |
| Heidenheim · Alemania | 3.ª   | 2009-10   | 38    | 17   | 8    | 13   | 6.º  | 2     | 1    | 0    | 1    | -     | - | -             | -             | -             | -             | -             | - | -     | 40    | 18    | 8     | 14  | 51.67%      | 69      | 57      | +12     |         |         |         |         |
| Heidenheim · Alemania | 3.ª   | 2010-11   | 38    | 14   | 9    | 15   | 9.º  | 3     | 3    | 0    | 0    | -     | - | -             | -             | -             | -             | -             | - | -     | 41    | 17    | 9     | 15  | 48.78%      | 66      | 59      | +7      |         |         |         |         |
| Heidenheim · Alemania | 3.ª   | 2011-12   | 38    | 16   | 12   | 10   | 4.º  | 6     | 5    | 1    | 0    | -     | - | -             | -             | -             | -             | -             | - | -     | 44    | 21    | 13    | 10  | 57.58%      | 61      | 38      | +23     |         |         |         |         |
| Heidenheim · Alemania | 3.ª   | 2012-13   | 38    | 21   | 9    | 8    | 5.º  | 6     | 5    | 0    | 1    | -     | - | -             | -             | -             | -             | -             | - | -     | 44    | 26    | 9     | 9   | 65.91%      | 87      | 52      | +25     |         |         |         |         |
| Heidenheim · Alemania | 3.ª   | 2013-14   | 38    | 23   | 10   | 5    | 1.º  | 5     | 4    | 1    | 0    | -     | - | -             | -             | -             | -             | -             | - | -     | 43    | 27    | 11    | 5   | 71.32%      | 73      | 29      | +44     |         |         |         |         |
| Heidenheim · Alemania | 2.ª   | 2014-15   | 34    | 12   | 10   | 12   | 8.º  | 2     | 1    | 0    | 1    | -     | - | -             | -             | -             | -             | -             | - | -     | 36    | 13    | 10    | 13  | 45.37%      | 52      | 49      | +3      |         |         |         |         |
| Heidenheim · Alemania | 2.ª   | 2015-16   | 34    | 11   | 12   | 11   | 11.º | 4     | 2    | 1    | 1    | -     | - | -             | -             | -             | -             | -             | - | -     | 38    | 13    | 13    | 12  | 45.61%      | 50      | 44      | +6      |         |         |         |         |
| Heidenheim · Alemania | 2.ª   | 2016-17   | 34    | 12   | 10   | 12   | 6.º  | 2     | 1    | 0    | 1    | -     | - | -             | -             | -             | -             | -             | - | -     | 36    | 13    | 10    | 13  | 45.37%      | 45      | 41      | +4      |         |         |         |         |
| Heidenheim · Alemania | 2.ª   | 2017-18   | 34    | 11   | 9    | 14   | 13.º | 3     | 2    | 0    | 1    | -     | - | -             | -             | -             | -             | -             | - | -     | 37    | 13    | 9     | 15  | 43.25%      | 60      | 60      | +0      |         |         |         |         |
| Heidenheim · Alemania | 2.ª   | 2018-19   | 34    | 15   | 10   | 9    | 5.º  | 4     | 3    | 0    | 1    | -     | - | -             | -             | -             | -             | -             | - | -     | 38    | 18    | 10    | 10  | 56.14%      | 69      | 53      | +16     |         |         |         |         |
| Heidenheim · Alemania | 2.ª   | 2019-20   | 34    | 15   | 10   | 9    | 3.º  | 2     | 1    | 0    | 1    | -     | - | -             | -             | -             | 2             | 0             | 2 | 0     | 38    | 16    | 12    | 10  | 52.64%      | 50      | 42      | +8      |         |         |         |         |
| Heidenheim · Alemania | 2.ª   | 2020-21   | 34    | 15   | 6    | 13   | 8.º  | 1     | 0    | 0    | 1    | -     | - | -             | -             | -             | -             | -             | - | -     | 35    | 15    | 6     | 14  | 48.57%      | 49      | 50      | -1      |         |         |         |         |
| Heidenheim · Alemania | 2.ª   | 2021-22   | 34    | 15   | 7    | 12   | 6.º  | 1     | 0    | 0    | 1    | -     | - | -             | -             | -             | -             | -             | - | -     | 35    | 15    | 7     | 13  | 49.53%      | 45      | 48      | -3      |         |         |         |         |
| Heidenheim · Alemania | 2.ª   | 2022-23   | 34    | 19   | 10   | 5    | 1.º  | 2     | 1    | 0    | 1    | -     | - | -             | -             | -             | -             | -             | - | -     | 36    | 20    | 10    | 6   | 64.82%      | 69      | 38      | +31     |         |         |         |         |
| Heidenheim · Alemania | 1.ª   | 2023-24   | 34    | 10   | 12   | 12   | 8.º  | 2     | 1    | 0    | 1    | -     | - | -             | -             | -             | -             | -             | - | -     | 36    | 11    | 12    | 13  | 41.67%      | 59      | 58      | +1      |         |         |         |         |
| Heidenheim · Alemania | 1.ª   | 2024-25   | 34    | 8    | 5    | 21   | 16.º | 2     | 1    | 0    | 1    | 10    | 6 | 1             | 3             | 1/16          | 1             | 0             | 1 | 0     | 47    | 15    | 7     | 25  | 36.87%      | 59      | 82      | -23     |         |         |         |         |
| Heidenheim · Alemania | 1.ª   | 2025-26   | 0     | 0    | 0    | 0    | -    | 1     | 1    | 0    | 0    | -     | - | -             | -             | -             | -             | -             | - | -     | 1     | 1     | 0     | 0   | 100%        | 5       | 0       | +5      |         |         |         |         |
| Heidenheim · Alemania | Total | Total     | 626   | 273  | 162  | 191  | -    | 54    | 36   | 3    | 15   | 10    | 6 | 1             | 3             | -             | 3             | 0             | 3 | 0     | 693   | 315   | 169   | 209 | 53.58%      | 1100    | 868     | +232    |         |         |         |         |
| 1. 2. 3.              |       |           |       |      |      |      |      |       |      |      |      |       |   |               |               |               |               |               |   |       |       |       |       |     |             |         |         |         |         |         |         |         |

### Resumen por competiciones
| Competición                 | Partidos | Ganados | Empatados | Perdidos | %      | Resultado              |
| --------------------------- | -------- | ------- | --------- | -------- | ------ | ---------------------- |
| Oberliga Baden-Wurtemberg   | 28       | 17      | 7         | 4        | 69.04% | 4.º lugar              |
| Regionalliga Süd            | 34       | 22      | 6         | 6        | 70.59% | Campeón                |
| 3. Liga                     | 190      | 91      | 48        | 51       | 56.31% | Campeón                |
| 2. Bundesliga               | 308      | 125     | 86        | 97       | 49.89% | Campeón                |
| Bundesliga                  | 69       | 18      | 18        | 33       | 34.79% | 8.º lugar              |
| Copa de Alemania            | 31       | 15      | 3         | 13       | 51.62% | Cuartos de final       |
| Copa de Wurtemberg          | 23       | 21      | 0         | 2        | 91.3%  | Campeón                |
| Liga Conferencia de la UEFA | 10       | 6       | 1         | 3        | 63.33% | Dieciseisavos de final |
| TOTAL                       | 693      | 315     | 169       | 209      | 53.58% | 8 Títulos              |

## Palmarés

### Como jugador

#### Campeonatos nacionales
| Título                    | Club             | País     | Año       |
| ------------------------- | ---------------- | -------- | --------- |
| Regionalliga West/Südwest | Alemannia Aachen | Alemania | 1999-2000 |

### Como entrenador

#### Campeonatos nacionales
| Título           | Club             | País     | Año     |
| ---------------- | ---------------- | -------- | ------- |
| Regionalliga Süd | 1. FC Heidenheim | Alemania | 2008-09 |
| 3. Liga          | 1. FC Heidenheim | Alemania | 2013-14 |
| 2. Bundesliga    | 1. FC Heidenheim | Alemania | 2022-23 |

#### Campeonatos regionales
| Título             | Club             | País     | Año     |
| ------------------ | ---------------- | -------- | ------- |
| Copa de Wurtemberg | 1. FC Heidenheim | Alemania | 2007-08 |
| Copa de Wurtemberg | 1. FC Heidenheim | Alemania | 2010-11 |
| Copa de Wurtemberg | 1. FC Heidenheim | Alemania | 2011-12 |
| Copa de Wurtemberg | 1. FC Heidenheim | Alemania | 2012-13 |
| Copa de Wurtemberg | 1. FC Heidenheim | Alemania | 2013-14 |